# カフラマンカザン
カフラマンカザン (Kahramankazan) 、旧称 カザン (Kazan) は、トルコ中央アナトリア地方アンカラ県、アキンチ (Akıncı) 平野のアンカラ市北東に位置する町、郡。2010年の国勢調査によれば、この郡の人口は 39,537人で、そのうち 37,718人がカフラマンカザンの町に住んでいる。この郡の面積は、408 km2 (158 sq mi)で、平均標高は 890 m (2,920 ft)である。

## 歴史
一帯の平野は先史時代に遡る太古の昔からの過去の積み重ねがあることが考古学調査によって明らかにされており、ビティク・ホユクの墳墓の発掘では銅器時代に遡る出土品が発見された。

## 現代

### 地方行政
1961年、ブカクという郡の下の単位の中心地が、ヤジベイリの村から、当時のカザンへ移された。1971年、カザンは、市に相当するべレディエ (Belediye) に昇格した。1987年には、カザン郡が創設された。
2016年10月25日、カザンは新たにカフラマンカザンへと改称された。これは、カザンが、同年7月のクーデター未遂事件の主要な現場のひとつとなったことを踏まえた改名措置であった。カフラマンカザンは、元々の地名であるカザンに「英雄の」を意味する「カフラマン」を冠したものである。

### 経済
当地は、アンカラの人々にとって、週末を過ごす場所としての人気が高い。カフラマンカザンは、小規模ながら経済活動の盛んな町である。当地の代表的な産業には、醸造業やセメント工場などがある。
この地区は、経済開発が加速されており、アンカラ県において最も経済成長が著しい場所のひとつとなっている。
2011年11月には、トルコ宇宙システム統合試験センター（仮訳） (Turkish Space Systems, Integration and Test Center / Uzay Sistemleri Entegrasyon ve Test Merkezi) が当地のフェティエ (Fethiye) 地区に設けられた。
地下 600 m (2,000 ft) ほどには、大規模なトロナ鉱石の鉱床があり、当地にあるシナー・グループのカザン・ソーダ・エレクトリックが採掘と加工にあたっている。

## 行政区画

### 近隣住区
- Ahi
- Alpagut
- Atatürk
- Aydın
- Bitik
- Çalta
- Çimşit
- Dağyaka
- Emirgazi
- Fatih
- Fethiye
- Günbaşı
- İçören
- İmrendi
- İymir
- Kanuni Sultan Süleyman
- Karalar
- Kayı
- Kışla
- Kumpınar
- Orhaniye
- Peçenek
- Sancar
- Saray
- Sarılar
- Satıkadın, Kazan
- Uçarı
- Yavuz Sultan Selim
- Yayalar
- Yazıbeyli
- Yıldırım Beyazıt

### 村落
- Akçaören
- Aşağıkaraören
- Ciğir
- Dutözü
- Güvenç
- İnceğiz
- İne
- Kılıçlar
- Kınık
- Örencik
- Sarıayak
- Soğulcak
- Tekke
- Yakupderviş
- Yassıören

## 参考サイト
- Falling Rain Genomics, Inc. “Geographical information on Kazan, Turkey”. 2008年3月31日閲覧。
- Kenthaber.com. “General information on Kazan, Ankara” (Turkish). 2011年7月19日時点のオリジナルよりアーカイブ。2008年3月31日閲覧。